# Sarasaviya Awards
Sarasaviya Awards är ett filmpris som ges till personer i den lankesiska filmindustrin. Priset delas ut varje år av Sarasaviya weekly newspaper i samarbete med Associated Newspapers Ceylon Limited. Sarasaviya Awards är den lankesiska filmindustrins motsvarighet till Oscarsgalan.

## Historia
Den första filmfestivalen i Sarasaviya hölls den 9 maj 1964 vid Asoka Cinema Hall i  Colombo, 17 år efter den första Sinhala-filmens premiär. Sedan dess har filmer som Podi Putha, Rekhawa, Sandeshaya, Ranmuthuduwa, Kurulubedda, Sikurutharuwa och Gamperaliya visats på den lankesiska filmmarknaden. De flesta filmer är dock adaptioner av indiska produktioner.

## Priser för tillfället
2004 delades 33 priser ut, därav 12 mer betydelsefulla priser. Antalet priser som delas ut varierar dock från år till år.